# Incastellamento
Con incastellamento si indica nella storiografia il fenomeno dell'apparizione e successiva diffusione dei castelli nell'Europa medievale tra il X e il XI-XII secolo.
Gli archeologi distinguono una prima fase, nella quale i castelli erano costruiti in legno (il che chiaramente non forniva una protezione duratura dagli attacchi nemici), e una seconda fase, in cui si comincia ad utilizzare la pietra tanto per il castello quanto per le fortificazioni e le abitazioni. Da questo passaggio si origina una rivoluzione non solo militare, ma anche delle strutture fondiarie, agrarie e persino delle dinamiche sociali (religione, politica ed organizzazione familiare).

## Storia

### Distinzioni con le fortificazioni di età tardoantica
Durante la tarda antichità vennero costruite numerose fortezze, che tuttavia possedevano caratteristiche ben diverse dai successivi castelli dei secoli IX-XIV. Esse infatti erano fortificazioni con compiti quasi esclusivamente militari, costruiti a scopo difensivo dai poteri pubblici, come ad esempio i castra dell'Impero bizantino; inoltre, si trattò di un fenomeno di minor consistenza quantitativa.

### L'Europa nel IX-X secolo
Tra il IX ed il X secolo, l'Europa fu travolta dagli attacchi di tre diverse popolazioni: i saraceni, ovvero i pirati che, partendo dai porti controllati dagli arabi, compivano scorrerie nelle terre costiere; i norreni (o, impropriamente, vichinghi), un feroce popolo marinaro del Nord; e gli ungari. Il potere carolingio del periodo era ormai in piena crisi e i sovrani si dimostrarono del tutto incapaci di fronteggiare questi nemici. I feudatari, così, cominciarono a fortificare i propri possedimenti e a organizzare una difesa indipendente.
Se la storiografia ottocentesca ha individuato nell'incastellamento un preciso fenomeno collegato al feudalesimo, oggi le scoperte archeologiche hanno parzialmente messo in crisi questo assunto. Durante il periodo tardo antico, attorno alle "fortezze legionarie" erano sorti dei villaggi, ma il fenomeno feudale fu in tutto diverso. Lo sfacelo dell'impero carolingio, diviso al suo interno e per questo incapace di affrontare le nuove invasioni di barbari e arabi, costringeva i piccoli potentati locali, lasciati soli dall'istituzione imperiale, a organizzarsi e difendersi da sé. I castelli nacquero dunque da questa necessità, spesso riutilizzando fortificazioni precedentemente costruite ed ampliandole, oppure creandole ex novo. I castelli erano posti lontano dalle vie di comunicazione, per lo più protetti dalla conformazione naturale, di modo da costituire un rifugio e un riparo per gli abitanti delle zone vicine di città e campagna e abitati dal castellano, che poteva essere il responsabile politico legato da vassallaggio all'autorità superiore, oppure un suo delegato. Nessun castello nacque per essere l'inespugnabile fortezza dell'impero o di un regno, quanto per essere un luogo di riparo dalle incursioni di magiari, normanni o arabi (in tale ultimo caso si trattava sempre più spesso di fortezze costiere) i quali normalmente non possedevano tecniche o armi da assedio tali da attaccare la fortificazione.
Soprattutto in Italia, ove più forte era l'impronta romana, anche le città si dotarono ben presto di una cinta muraria, di scopo difensivo e con l'obiettivo della dissuasione rispetto a delle orde di assalitori che difficilmente avrebbero fermato l'impeto di una scorreria per compiere un lungo assedio. Nessuna fortificazione infatti può resistere dinanzi al piano prestabilito di conquista di un paese da parte di un esercito organizzato che scientificamente assedia città per città o castello per castello prendendoli per fame. Ma all'interno delle mura è possibile resistere a una scorreria, avendo accumulato all'interno armati ed armi, e le scorte necessarie. Per questo i castelli sorsero lontani dalle vie di comunicazione, ma non troppo distanti dalle città. È impensabile infatti che i castelli, per quanto si giovassero dell'economia chiusa, curtense, trovassero solamente nel proprio contado tutte e proprio tutte le risorse necessarie a resistere agli assedi o a tenere in esercizio le risorse difensive del castello.
Le città, coi loro mercati che si animavano nelle fiere, aperte e accoglienti, erano un luogo necessario al castello, ove il castellano o i suoi messi, rinvenivano quanto era loro impossibile reperire solo nelle immediate vicinanze del proprio contado. Questo spiega la fioritura dei commerci medievali, che avevano committenze in quegli stessi castellani che poi proteggevano gli abitanti, fabbri e altri artigiani, che svolgevano attività che servivano anche o soprattutto alla vita difensiva del castello. Quando la stagione delle grandi invasioni sembrò arrestarsi, le importanti famiglie feudali risiedenti nei castelli fuori dalle città, si trasferirono nei centri cittadini, non potendo più esercitare un ruolo di dominio sulla città stessa, che non andando più a rifugiarsi nel castello negava al suo detentore i privilegi prima accordati. E quando le città stesse si dotarono di cinte murarie di una certa importanza, il castello di campagna perse quasi del tutto importanza. Manieri fortificati furono non solo detenuti da feudatari ma anche da istituzioni religiose, come i monasteri i quali permasero nelle proprie posizioni e, tuttavia, è interessante collegare lo sviluppo degli ordini mendicanti, come i francescani, nel momento in cui i castelli perdevano di importanza e ne acquisivano sempre di più le città.

### Origini storiche
Tra il IX e il X secolo si erano creati un po' in tutta Europa vuoti di potere, che vennero riempiti "spontaneamente" da nuovi organismi e centri di potere. In Francia, in Italia, in Spagna e in Germania erano di solito i vescovi o dei personaggi di spicco che riorganizzavano la vita, la difesa della vita politica e l'economia locale, creando piccoli eserciti e facendosi progressivamente coadiuvare da un consiglio di cittadini più stimati e facoltosi. Alcuni esempi esplicativi si possono trovare nella Francia settentrionale:
- a Le Mans i cittadini nel IX secolo, per proteggersi dalle incursioni dei Normanni, costrinsero il vescovo a cedere il potere a una banda di avventurieri armati capeggiati da Ruggero, che in seguito sarebbe diventato il conte del Maine;
- a Langres fu invece lo stesso vescovo che fece cingere la città di mura e prese il potere cosicché il re non poté che riconoscerlo come signore cittadino, anche sul profilo politico.

In questo senso, le minacciose incursioni e la necessità di protezione furono alla base della nascita embrionale dei futuri comuni.
Nella generale crisi dei poteri centrali, le signorie locali cominciarono a rafforzare la propria autorità, ad assorbire i deboli allodi confinanti e a strappare numerose concessioni ai vari re e imperatori.

## Descrizione
Proprietari e signori fondiari, sia laici sia ecclesiastici, prendevano talvolta l'iniziativa di costruire castelli (sull'allodio di proprietà o anche sul terreno demaniale) senza attendere l'autorizzazione del re o del signore feudale della regione, con l'intento di rafforzare la propria posizione economica e politica ponendosi come difensori di una porzione di territorio. Se alcune di queste signorie di castello erano nate in maniera più o meno abusiva, spesso però tutto era in regola, almeno formalmente, perché all'origine di esse c'erano fortificazioni erette dal conte e da lui affidate ai suoi dipendenti. Ben presto però il conte ne aveva perso il controllo e i suoi vassalli tendevano a considerare ereditaria la fortezza loro affidata e ad esercitarvi il potere in maniera autonoma, esercitando funzioni "pubbliche" quali l'imposizione di tasse (ad esempio sul macinato), dazi e gabelle, l'amministrazione della giustizia ordinaria, a volte persino il conio della moneta. Il castellano, inoltre, spesso richiedeva a posteriori l'autorizzazione per la costruzione del castello al signore (imperatore, re, conte, o altro), riconoscendosi suo miles e contrattando con lui le condizioni per seguirlo in guerra.

### Il castello

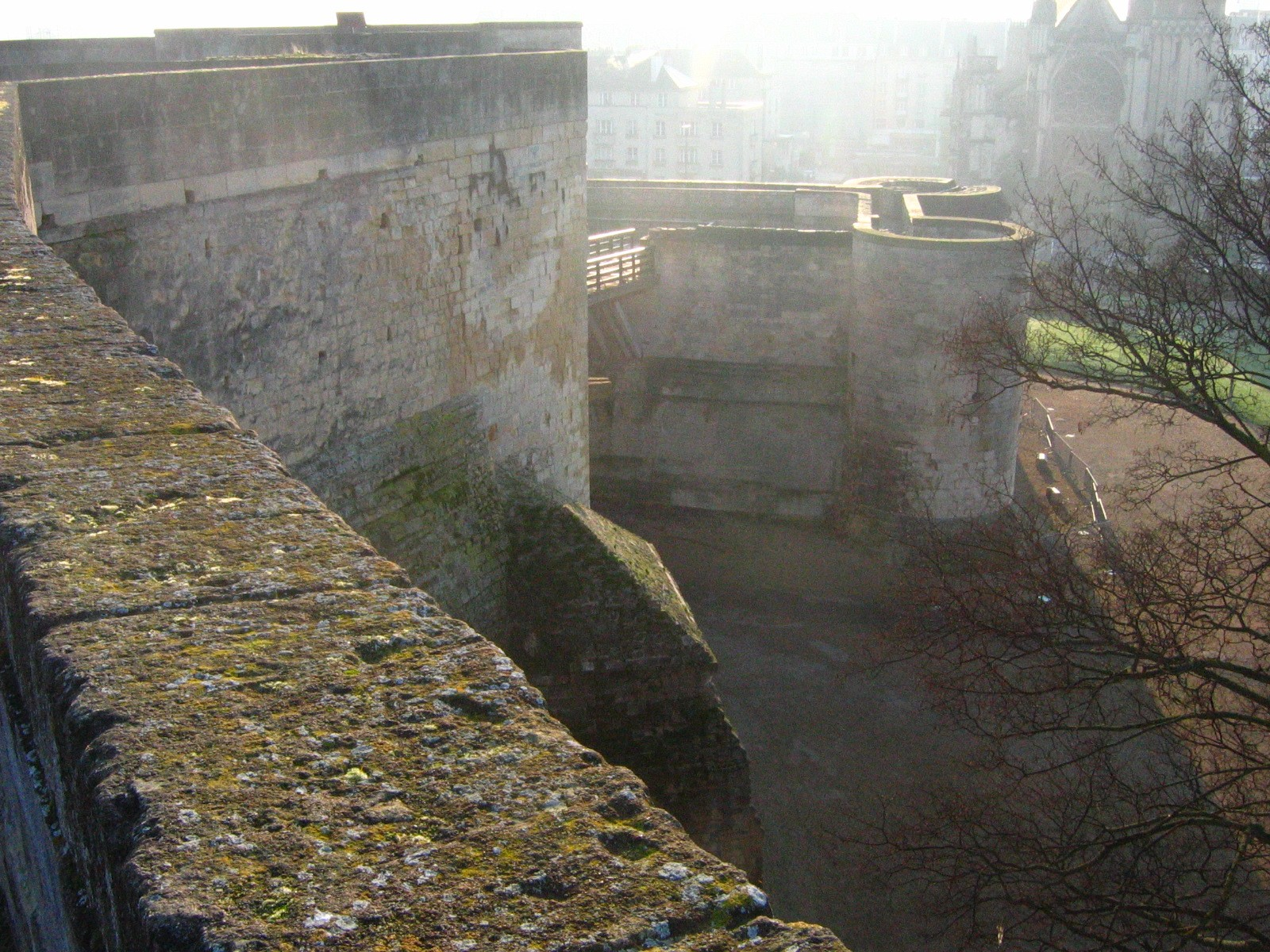
Barbacane

La prima conseguenza evidente del fenomeno dell'incastellamento è la diffusione nel contado dei castelli, che lentamente si sostituiranno alla tipologia di insediamento che era stata tipica dell'Alto Medioevo, la curtis.
Il termine deriva dal latino castellum o castrum (nel latino classico significava villaggio ma anche villaggio fortificato, da non confondere con "castra" che era l'accampamento militare fortificato. Solo molto più tardi acquisirà il significato di castello), ma nel Medioevo viene ad indicare una fortificazione permanente, che i grandi signori fondiari, sia laici sia ecclesiastici, iniziano ad erigere per proteggere e delineare i propri possedimenti. È probabile che l'incastellamento di certi insediamenti abbia talvolta incontrato il consenso del sovrano, ma è altrettanto probabile che molti di questi castelli siano stati edificati su iniziativa dei signori del luogo senza alcuna preventiva autorizzazione.
Inizialmente i castelli si presentano come veri e propri villaggi fortificati dalla struttura ancora abbastanza primitiva: collocati su un'altura, recintati da palizzate in legno e circondati da fossati. Queste fortificazioni erano del resto relativamente semplici da abbattere e dal XII secolo infatti, la pietra sostituì il legno nelle fortificazioni, con la comparsa delle mura di cinta, il ponte levatoio ed il cancello ad inferriate all'ingresso, fiancheggiato da due torri; all'interno la struttura del castello divenne più complessa ed il signore spesso viveva proprio all'interno della grande torre centrale detta mastio, torrione o dongione.

### La signoria territoriale
L'altra conseguenza del fenomeno dell'incastellamento nell'XI secolo era la costruzione di migliaia di curtis. Questa era una struttura composta dalla pars dominica (la parte destinata a soddisfare le esigenze del signore) e dalla pars massaricia, divisa a sua volta in poderi (mansi) assegnati a singole famiglie di contadini. I castellani, cioè coloro che costruivano le curtis, erano diventati gli unici a riuscire a proteggere i territori e la popolazione. Assunsero così sempre più potere e affermarono la loro autonomia nei confronti del re e dei feudatari. I castellani, grandi proprietari di terre, forti del loro potere militare, cominciarono a esercitare la propria autorità sugli abitanti dei terreni da loro controllati. Avevano il potere di "obbligare, vietare, giudicare e punire", ovvero possedevano il "potere di comando o banno". Per questo le signorie, che si erano formate attorno alla pars dominica, furono chiamate "signorie di banno" e "bannalità" erano chiamate le prestazioni che il castellano imponeva ai contadini delle sue terre. Il castellano era ormai diventato il loro "signore". È in questa degenerazione delle vecchie clientele vassallatiche che si manifesta con più evidenza la disgregazione del potere regio centrale, le cui prerogative vengono completamente usurpate dai signori territoriali.